# Benkő Géza (színművész)
Benkő Géza (Kiskövesd, 1969. október 28. – Szerencs, 2017. november 19.) szlovákiai magyar színész, rendező.

## Pályafutása
Királyhelmecen érettségizett, majd színészdiplomát szerzett Pozsonyban. Szabadfoglalkozású színész volt. A szlovákiai magyar színházak (Komáromi Jókai Színház, Kassai Thália Színház, SZEVASZ Színház) mellett évadokat játszott Győrben, Nagyszombatban, de másutt is szívesen látott vendég volt. Több szlovák filmben kapott nagyobb szerepeket is. Samuel Beckett: Godot-ra várva című abszurdjában nyújtott teljesítményéért a kisvárdai Határon Túli Magyar Színházak Fesztiválján elnyerte a legjobb alakítás díját. Sándor György humoralista írásaiból az 1990-es évek közepén két műsort szerkesztett. A nagy (cseh)szlovákiai magyar csönd Benkő Géza életének egyik meghatározó előadása volt.

## Főbb színházi szerepei
- Venticello (Peter Shaffer: Amadeus)
- Csongor (Vörösmarty Mihály]: Csongor és Tünde)
- Orgon (Molière: Tartuffe);
- Bajkhállóy Richard huszárkapitány/Kleisermann Mihály jegyvizsgáló (Parti Nagy Lajos: Ibusár)
- Porthos (Id. Alexander Dumas: A három testőr)
- Őrnagy (Örkény István: Tóték)
- Partjelző, szappan (Egressy Zoltán: Sóska, sült krumpli)
- Postás (Örkény István: Tóték)
- Lucky (Samuel Becket: Godot-ra várva)
- Truffaldino (Carlo Goldoni: Két úr szolgája)
- Ripafratta lovag (Carlo Goldoni: Mirandolina)
- Billy (Dale Wassermann: Kakukkfészek)
- Edmund Tyrone (Eugene O’Neill: Utazás az éjszakába)
- Schweizer (Friedrich Schiller: Haramiák)
- Színész (Milan Lasica–Július Satinský: Barátunk René)
- Monodráma: Samko Tale (Daniela Kapitáňová: Temetőkönyv)

## Filmjei
- Neha (r. M. Šulík), Krajinec (r. M. Šulík)
- Spoveď (r. M. Luther)
- Na Bukovovom dvore (r. M. Luther)
- Amadeus (színházi közvetítés)
- A múlt árnyékában
- Jóban Rosszban

## Díjak, kitüntetések
- Határon Túli Magyar Színházak VI. Fesztiválja – Legjobb férfi epizódalakítás díja, Kisvárda, 1994